# Ricky Wildman
Ricky Darren Wildman (* Juli 1971) ist ein britischer Chemieingenieur und Hochschullehrer für Chemieingenieurwesen an der Universität Nottingham. Von 1997 bis 2012 hatte er einen Lehrstuhl an der Loughborough University inne.

## Forschung und Lehre
Wildmans Forschung ist fokussiert auf den 3D-Druck, er ist Mitglied der Forschungsgruppe Additive Manufacturing and 3D Printing, hier im Speziellen die Entwicklung neuer Materialien und Rezepturen für den 3D-Druck, Erstellen von Objekten mit einer <100nM unter Anwendung von Multiphotonen.
Er verwendet auch den 3D-Druck um die Hafteigenschaften von Bakterien nachvollziehen zu können. Zudem ist Wildman unter anderem Experte für Tintenstrahldruck und in der Entwicklung von Materialien für die additive Fertigung insbesondere im Gesundheitswesen, wo die Verfügbarkeit dieser Materialien ein kritischer Punkt im Fortschritt dieses Forschungsbereichs ist.